# Carpias nereus
Carpias nereus är en kräftdjursart som först beskrevs av Pires 1982.  Carpias nereus ingår i släktet Carpias och familjen Janiridae. Inga underarter finns listade i Catalogue of Life.